# قارب طوربيد من فئة في25
كانت فئة في25 (المعروفة أيضًا باسم الفئة 1913) عبارة عن فئة من قوارب الطوربيد تم تصميمها للبحرية الإمبراطورية الألمانية ( Kaiserliche Marine ). كانت رقميا أكبر فئة تم تصميمها على الإطلاق لأسطول أعالي البحار، والتي تتكون من 71 سفينة.  من هذه الفئة، غرق 32 منهم خلال الحرب العالمية الأولى أغلبهم بألغام بحرية في بحر الشمال وبحر البلطيق. نجا من الحرب 29 تم إغراقهم مع الأسطول الألماني في سكابا فلو، واحد دمره لغم في الطريق إلى هناك، أربعة أعطوا لبريطانيا ولم يتم إغراقهم بينما تم إرسال واحد لإيطاليا وفرنسا. 